# Slusher Nunatak
Slusher Nunatak är en nunatak i Antarktis. Den ligger i Västantarktis. Inget land gör anspråk på området. Toppen på Slusher Nunatak är 489 meter över havet.
Terrängen runt Slusher Nunatak är lite kuperad. Trakten är obefolkad. Det finns inga samhällen i närheten.